# Face ID
Fejs ID je sistem biometrijske autentifikacije za prepoznavanje lica koji je dizajnirao i razvio Epl za iPhone i iPad Pro. Sistem se može koristiti za otključavanje uređaja, plaćanje, pristup osetljivim podacima, pružanje detaljnog praćenja izraza lica za Animodži, kao i šest stepeni slobode (6DOF) praćenje glave, praćenje očiju i druge funkcije. Prvobitno objavljen u novembru 2017. sa iPhone X, od tada je ažuriran i predstavljen na svim iPhone uređajima izvan SE modela i svim iPad Pro modelima od 2018. nadalje. Korisnici na iOS 18 i novijim mogu da izaberu da zaključaju određene aplikacije, zahtevajući Fejs ID da im pristupi.
Fejs ID hardver se sastoji od senzora sa tri modula; laserski projektor tačaka koji projektuje mrežu malih infracrvenih tačaka na lice korisnika, modul koji se zove poplavni iluminator koji obasjava infracrveno svetlo na lice, i infracrvena kamera koja snima infracrvenu sliku korisnika, očitava rezultujuću uzorak i generiše 3D mapu lica. Ova mapa se poredi sa registrovanim licem pomoću bezbednog podsistema, a korisnik se autentifikuje ako se dva lica dovoljno podudaraju. Sistem može da prepozna lica sa naočarima, odećom, šminkom i dlakama na licu i prilagođava se promenama u izgledu tokom vremena.
Fejs ID je izazvao brojne debate o bezbednosti i privatnosti. Epl tvrdi da je Fejs ID statistički napredniji od Tač ID skeniranja otiska prsta. On pokazuje znatno manje lažnih pozitivnih rezultata. Višestruke bezbednosne funkcije u velikoj meri ograničavaju rizik od zaobilaženja sistema korišćenjem fotografija ili maski, a uspeo je samo jedan pokušaj dokazivanja koncepta korišćenjem detaljnih skeniranja. Nastavlja se debata o nedostatku pravne zaštite koju nude biometrijski sistemi u poređenju sa autentifikacijom lozinke u Sjedinjenim Državama. Zagovornici privatnosti takođe su izrazili zabrinutost zbog pristupa nezavisnih programera aplikacija „grubim mapama“ podataka o licu korisnika, uprkos strogim zahtevima kompanije Epl o tome kako programeri rukuju podacima o licu.
Sa početkom pandemije COVID-19, primećeno je da Fejs ID nije mogao da prepozna korisnike koji nose maske za lice na nekim uređajima. Epl je odgovorio na kritike tako što je ponudio brži povratak na unos lozinke i opciju za korisnike Epl sata da potvrde da li nameravaju da otključaju svoj iPhone. U martu 2022, Epl je objavio iOS 15.4 koji dodaje Fejs ID kompatibilan sa maskom za iPhone 12 i novije uređaje.

## Spoljašnje veze
- Official website